# Almáskeresztúr
Almáskeresztúr là một thị trấn thuộc hạt Baranya, Hungary. Thị trấn này có diện tích 13,03 km², dân số năm 2010 là 83 người, mật độ 6 người/km².